# Glochidion stellatum
Glochidion stellatum là một loài thực vật có hoa trong họ Diệp hạ châu. Loài này được (Retz.) Bedd. mô tả khoa học đầu tiên năm 1872.